# Lycodes schmidti
Lycodes schmidti es una especie de pez de la familia de los Zoarcidae en el orden de los perciformes.

## Morfología
Los machos pueden llegar a alcanzar los 26 cm de longitud total.

## Hábitat
Es un pez de mar y de Clima templado y demersal que vive entre 20-400 m de profundidad.

## Distribución geográfica
Se encuentra en los mares del Japón y del Ojotsk.

## Observaciones
Es inofensivo para los humanos. 